# Natchez (Luisiana)
Natchez es una villa ubicada en la parroquia de Natchitoches en el estado estadounidense de Luisiana. En el Censo de 2010 tenía una población de 597 habitantes y una densidad poblacional de 217,66 personas por km².

## Geografía
Natchez se encuentra ubicada en las coordenadas 31°40′27″N 93°2′44″O / 31.67417, -93.04556. Según la Oficina del Censo de los Estados Unidos, Natchez tiene una superficie total de 2.74 km², de la cual 2.67 km² corresponden a tierra firme y (2.55%) 0.07 km² es agua.

## Demografía
Según el censo de 2010, había 597 personas residiendo en Natchez. La densidad de población era de 217,66 hab./km². De los 597 habitantes, Natchez estaba compuesto por el 8.71% blancos, el 88.78% eran afroamericanos, el 0.5% eran amerindios, el 0% eran asiáticos, el 0% eran isleños del Pacífico, el 0.5% eran de otras razas y el 1.51% pertenecían a dos o más razas. Del total de la población el 1.84% eran hispanos o latinos de cualquier raza.